# Teatrul Național de Operetă „Ion Dacian” din București
 Teatrul Național de Operetă și Musical"Ion Dacian" București este o instituție publică de cultură finanțată de Ministerul Culturii și Cultelor. 
Este situat în centrul capitalei, Bd. Nicolae Bălcescu nr. 2, lângă Teatrul Național Ion Luca Caragiale

## Istoric al operetei în România
În România, au funcționat companii de teatru de operetă în București și în țară încă de acum 125 de ani. Spectacolul de operetă s-a integrat firesc în viața culturală bucureșteană, meritul aparținând trupelor ce au evoluat în vestita Grădina Oteteleșanu la începutul secolului al XX-lea. În special, Companiile Grigoriu și Leonard au cultivat și au întreținut interesul publicului pentru operetă, iar legendarul Prinț al Operetei, Nae Leonard, a conferit spectacolului forța magnetică de atracție.
România se numără printre puținele țări în care opereta are o puternică și valoroasă tradiție.
Începând cu anul 1830, în principalele centre culturale ale țării, viața artistică era dominată de vodevil - formă a teatrului muzical. Anul 1848, prin succesul lucrării „Baba Hârca” de Alexandru Flechtenmacher, este considerat anul nașterii operetei românești.
La București, Iași și Craiova, pe librete scrise de Vasile Alecsandri, Matei Millo, Costache Negruzzi sau Eugeniu Carada, compozitorii Alexandru Flechtenmacher, Ioan Wachmann, Eduard Wachmann și Karl Theodor Wagner au compus un număr impresionant de vodeviluri, stimulând gustul publicului pentru acest gen. Printre titlurile apărute la acea dată se numără: „Cinel – Cinel”, „Coana Chirița”, „Cetatea neamțului”, „Piatra din casă”, „Crai nou”, „Doi țărani și cinci cârlani”, „Soldatul român”, „Urâta satului”, „Însurățeii”, „Nicșorescu”, „Prăpastiile Bucureștiului”, „Spoielile Bucureștiului”.
A urcat pe scenă o lume autentică, valoarea muzicală fiind sporită de inspirația de factură folclorică.
Pe de altă parte, o bogată viață artistică se desfășoară în Ardeal, Banat și Bucovina, animată de societăți muzicale și dramatice. În fruntea acestor formații s-au impus dirijori și compozitori de valoare ca Ciprian Porumbescu, Iacob Mureșanu, Ion Vidu, George Dima. Ei au dat avânt genului liric românesc. Un moment esențial pentru istoria operetei românești este marcat de „Crai Nou”, în 1882, - memorabila lucrare a tânărului compozitor Ciprian Porumbescu.
Consolidarea și impunerea definitivă a operetei în atenția publicului românesc a fost făcută de Eduard Caudella („Harță răzeșul”, „Olteanca”, „Romanii și Dacii”), George Stephănescu („Sânziana și Pepelea”, „Scaiul bărbaților”) și Constantin Dimitrescu („Sergentul Cartuș”, „Nini”). Aceste creații, intitulate "opere comice", marchează un incontestabil progres al genului.
Începând cu deceniul opt al secolui al XIX-lea, opereta clasică universală începe să fie intens reperezentată pe scenele românești, ceea ce determină o diminuare a creației autohtone.
La începutul secolului al XX-lea, doar câteva lucrări românești pot fi menționate: „Dora” și „Dragostea Corinei” de Ionel Brătianu; „La șezătoare” și „La seceriș” de Tiberiu Brediceanu.
Trebuie să amintim și creațiile compozitorului Ion Hartulari Darclee, chiar dacă ele au fost reprezentate în străinătate, printre care se numără „Capriciul antic”, „Amorul mascat”, „Amazoana”.
În perioada interbelică, este meritul Teatrului Alhambra și al directorului Nicolae Vlădoianu să readucă în atenția publicului bucureștean spectacolul de operetă. În această perioadă, au cochetat cu opereta nume sonore ale teatrului românesc: Radu Beligan, Ion Lucian, Nicolae Gărdescu, Colea Răutu, alături de care a strălucit un nou prinț al operetei, Ion Dacian.

## Istoricul Teatrului Național de Operetă
Între anii 1946 - 1950, secția muzicală a Teatrului Armatei a impus și a statornicit în noi dimensiuni școala românească de operetă.
Grație acestei bogate tradiții, în 1950, printr-o hotărâre a Consiliului de Miniștri, a fost înființat Teatrul de Stat de Operetă, inaugurat în seara zilei de 7 noiembrie a aceluiași an cu premiera „Vânt de libertate” de Isaak Dunaevski.
Pe scena teatrului din Splai și-au dăruit viața și munca scenei lirice românești, în genul operetei, nume de neuitat ca: Ion Dacian, Silli Popescu, Puica Alexandrescu, Cella Tănăsescu, Valeria Rădulescu, Lilli Dușescu, Lucia Roic, Adriana Codreanu, Ștefi Pârvulescu, Virginica Romanovski, Marica Munteanu, Constanța Câmpeanu, Valli Niculescu, Maria Wauvrina, Migry Avram Nicolau, Nae Roman, Bimbo Mărculescu, Toni Buiacici, George Hazgan, Tamara Buciuceanu, Tiberiu Simionescu - ce au impus publicului universul fermecător al operetei.
De-a lungul anilor, artiștii Teatrului de Stat de Operetă au întreprins turnee în mai toate țările europene, ansamblul de balet al teatrului având reprezentații chiar și pe continentul american.
Mari artiști, precum: Valeria Rădulescu, Adriana Codreanu, Cleopatra Melidoneanu, Mireille Constantinescu, Lucia Țibuleac, Nicolae Țăranu, Eugen Fânăteanu, Dorin Teodorescu, Eugen Savopol, Dorin Teodorescu, Cornel Rusu, Alexandru Ioniță, Marica Munteanu, Consțanta Câmpeanu, Valli Niculescu, Daniela Diaconescu, N. Ionescu - Dodo, Gabriel Gheorghiu au demonstrat forța de atracție a operetei.
Clădirea teatrului a fost demolată în august 1986 și de atunci, acesta și-a primit spectatorii în Sala Mică din clădirea Teatrului Național.
După 1990, i s-a adăugat titulaturii Teatrului de Operetă și numele onorant al maestrului Ion Dacian.
La împlinirea celor 50 de ani de existență, ca teatru de stat, prin Hotărâre Guvernamentală, operetei i-a fost conferit titulatura de Teatru Național, în baza unor realizări artistice de excepție.
In anul 2005 un incendiu a afectat grav sala din cladirea Teatrului National; in perioada ianuarie 2005 - martie 2007 spectacolele TNO s-au desfasurat in sala M.A.I.
Sala TNO, refacuta partial a redevenit functionala incepand cu data de 31 martie 2007

## Strategia artistică
În 2006, în urma unui concurs, în funcția de director general al teatrului a fost numit regizorul Răzvan Dincă.
Extrase din "Proiectul de management al TNO":
"Înnoirea unei instituții de spectacole, în toate compartimentele sale, acțiune temerară, ținând seama de dimensiunea schimbărilor pe care aceasta le presupune, este, cred, pariul cu sine al oricărui director de teatru.
Vremea europeană pe care o trăim impune schimbarea prin reformă a instituțiilor publice de spectacol, iar Teatrul Național de Operetă „Ion Dacian” nu poate face, în nici un fel, excepție. Atingerea standardelor europene, a cotelor de exigență, este posibilă doar prin regândirea, prin remodelarea conceptului de program estetic promovat, până acum, în formele sale clasice.
În câteva cuvinte, strategia artistică a Teatrului Național de Operetă “Ion Dacian” constă în: atragerea de creatori valoroși, perfecționarea și motivarea artiștilor din interiorul instituției prin selectarea unui repertoriu care să îi pună în valoare și acoperirea din punct de vedere artistic a tuturor cerințelor și exigențelor pieței de profil din lume, deoarece responsabilitatea majoră a acestei instituții este unicitatea ei pe plan național.
Multitudinea de programe propuse, diversitatea și eterogenitatea lor au rolul de a scoate din amorțeală o instituție care are atribuții de ambasador unic al României în peisajul mondial pe acest domeniu, delicat și de mare valoare.
Promovarea creației contemporane, a pluridisciplinarității și a multiculturalismului, circulația valorilor și promovarea noilor generații, a valorilor umane peren valabile, constituie scopul strategiei artistice a Teatrului Național de Operetă. Congruența între factorul artistic și cel social educativ și moral este finalitatea absolută a demersului Teatrului Național de Operetă."

## Stagiunea 2006 - 2007, retrospectivă
Spectacolelor existente în repertoriu, de operetă clasică, "Voievodul țiganilor" de Johann Strauss, "Țara surâsului" de Franz Lehar, "Victoria și al ei husar" de Paul Abraham, "Silvia" de Emmerich Kalman și spectacolelor de copii "Micuța Dorothy" de Silvia Kerim și Marius Țeicu, "Gulliver în țara piticilor" de Silvia Kerim și Marius Țeicu, "Frumoasa din pădurea adormită" de Silvia Kerim și Marius Țeicu, "Cocoșelul neascultător" de Ion Lucian și Constantin Ungureanu li s-au adăugat noi premiere.
Câteva dintre spectacolele TNO au fost jucate și în alte spații, precum Sala Arcub, Sala de festivități a M.A.I., Colegiul Național Sfântul Sava, Plazza Romania, Carrefour (Militari și Orhideea), iar un concert extraordinar a avut loc la Palatul Cotroceni.
Artiști ai TNO (soliști) sunt implicați în spectacolul "Burghezul gentilom" de Molière (premiera 28 septembrie 2006), regia Petrică Ionescu.
- Baletul "Roșu și negru" de Livia Teodorescu-Ciocănea, regia Adina Cezar, are la bază romanul omonim al lui Stendhal. Derivînd din interpretarea titlului valabilă pe vremea scriitorului (antonimia dintre roșul uniformei militare și negrul monastic, spectacolul propune o reconciliere între modern și clasic, adresînd publicului o invitație la meditație asupra unor teme universal valabile precum credința, dragostea, datoria.

- Cea dintâi premieră a TNO după incendiul din 2005 a fost Ce însemnă să fii... Bunbury Arhivat în 8 ianuarie 2008, la Wayback Machine. – musical de Gerd Natzschinski după Oscar Wilde, în regia lui Vlad Massaci, dirijor Lucian Vlădescu, coregrafia Florin Fieroiu. Prin acest spectacol s-a vădit intenția principală de a găsi o nouă cale operetei, făcînd-o mai accesibilă, mai apropiată publicului, mai modernă.

- Proiectul Musicalul – punte între culturi a demarat cu producția Broadway.București. Arhivat în 5 ianuarie 2008, la Wayback Machine.. Spectacolul cuprinde secvențe din cele mai de seamă musicaluri americane. Realizarea lor scenică a fost încredințată regizorilor Alexandru Tocilescu, Ion Caramitru, Beatrice Rancea, Radu Afrim, Cornel Todea, Radu Alexandru Nica, Răzvan Dincă, iar coregrafia a aparținut coregrafilor Răzvan Mazilu, Mihai Babușka, Florin Fieroiu, Sergiu Anghel și Carmen Coțofană. Creatoarea costumelor a fost Doina Levintza. În rolurile principale – Loredana Groza și Răzvan Mazilu.

Spectacolul a fost realizat în parteneriat cu Ambasada Americii în România și a beneficiat de un mesaj de susținere al primarului orașului New York. O dată cu premiera spectacolului Broadway-București a fost relansată sala TNO (închisă după incendiul din 2005), într-o formulă mai restrânsă (cu doar 260 de locuri), dând astfel posibilitatea artiștilor TNO de a-și relua activitatea la sediu.
- În viziunea apreciatei coregrafe maghiare Yvette Bozsik, Bal Arhivat în 11 ianuarie 2008, la Wayback Machine. este un periplu dansant în anii ’70, o incursiune fără cuvinte în universul trăirilor umane. Protagoniști – Beatrice Rancea și Păstorel Ionescu. Spectacolul s-a bucurat de intense aprecieri de public și de critică. El a putut fi văzut la Sfântul Gheorghe, Brăila, Odorheiul Secuiesc, Constanța și Baia Mare.

- În parteneriat cu Opera Națională Română, în mai 2007 a avut loc concertul-spectacol Pyram și Thisbe, operă barocă de Michel Pignolet și John Frederick Lampe, regia Andreea Valean. Producția s-a realizat în parteneriat cu Ambasada Franței în România și cu Institutul Francez din București. A participat la Festivalul de Muzică Veche din Miercurea Ciuc (15-22 iulie 2007).

- Închiderea sălilor pentru vacanță nu a însemnat și oprirea stagiunii Teatrului Național de Operetă „Ion Dacian”. Sub titlul Opereta de joi seara, artiști îndrăgiți ai operetei bucureștene au susținut în fiecare joi, timp de trei luni, alături de formații instrumentale născute în cadrul instituției, un program de o oră - de fiecare dată altul - cu arii și duete din lucrări celebre. Spațiul din fața intrării principale s-a dovedit de fiecare dată neîncăpător, iar scaunele – insuficiente.

## Stagiunea 2007 - 2008, premiere

### Contesa Maritza - premiera 28 octombrie 2007
Reprezentant de frunte al ultimei perioade de glorie a operetei vieneze, Emmerich Kálmán a rămas în sufletul tuturor prin felul armonios și original în care a îmbinat acordurile suave ale muzicii sentimentale austriece cu ritmurile energice ale Ungariei natale. 
Opereta Contesa Maritza (creată in 1924) este una dintre cele mai indrăgite operete ale lui Kálmán, multe pasaje muzicale fiind fredonate și astăzi. Rod al colaborării fructuoase dintre compozitor și echipa de libretiști Julius Brammer și Arthur Grunwald, subiectul - bazat pe Romanul unui tânăr sarac de Octave Feuillet - cucerește prin vervă si intrigă. 
Montarea acestei operete la TNO își propune să apropie spectatorul modern de frumusețile operetei clasice, a cărei valoare rezistă in vâltoarea timpurilor actuale.

### Invitație la Vals -   premiera 20 decembrie 2007
"Valsul nu se demodează niciodată; ne urmarește tot timpul și, din când în când, se reintoarce cu aplomb. Este insinuant, dezarmant, minunat…" (H. L. Menken)